# IBM
國際商業機器公司（英語：International Business Machines Corporation；曾译万国商用机器公司），通稱IBM，是源自美國的跨國科技公司，被暱稱為「藍色巨人」（Big Blue），是全球最大的技術和業務解決公司，擁有全球僱員31萬多人，業務遍及160多个國家和地區。其總部位於紐約州阿蒙克市。IBM主要客户是政府和企业，提供服務及諮詢。IBM生产并销售计算机硬件及软件，并且为系统架构和网络托管提供咨询服务。截至2013年，IBM已在全球拥有12个研究实验室和大量的软件开发基地。IBM雖然是一家商業公司，但因為過去的發展歷史，在材料、物理、化學等科学领域也有很高的成就，并以這些學術研究為基礎，发明了很多产品。比较有名的IBM发明的产品包括硬碟、自動櫃員機、通用產品代碼、SQL、關聯式資料庫管理系統、DRAM及沃森。

## 历史

### 1880年至1929年

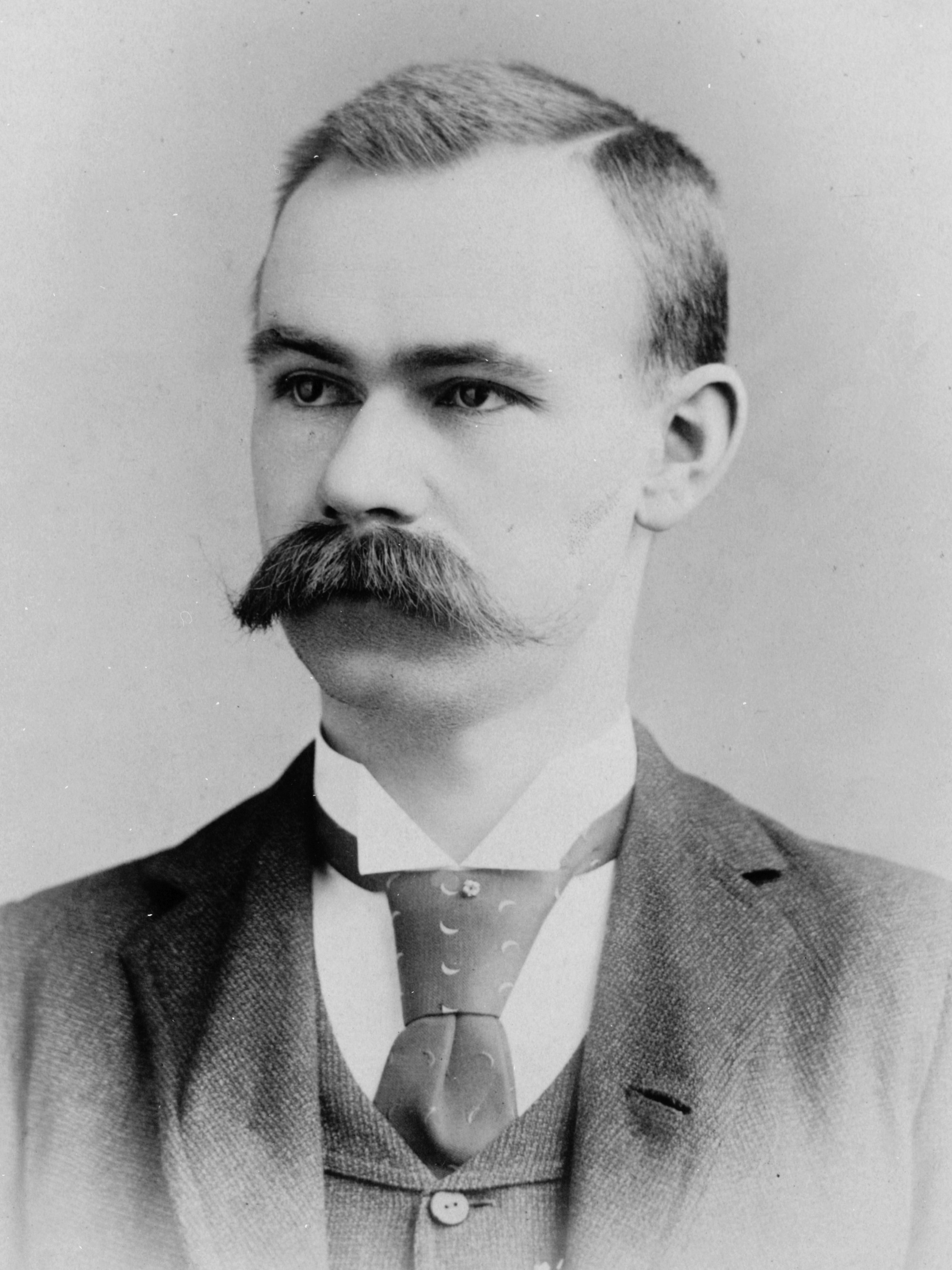
IBM的前身ITR（International Time Recording）位置於Endicott NY，創立於1906年，後來合併兩家公司，1911年成立CTR（Computing Tabulating Recording)。

IBM前身CTR（Computing Tabulating Recording）创始人为美国统计学家赫尔曼·何乐礼。IBM實际创始人托馬斯·沃森的先人十九世紀中期因愛爾蘭大饑荒移民美國，托馬斯·沃森年輕時先後從事過賣鋼琴、豬肉與證券的工作，原本計劃要存錢開肉店，但卻遭到證券營業員所欺騙，进而損失了所有金錢。托馬斯·沃森只好改去NCR（National cash register，國際收銀機NCR公司，另譯安迅公司）當業務員来谋生，结果成績十分優秀，但是因銷售手法觸犯反托拉斯法，被判刑一年，案件最终因某專業因素被撤銷。NCR老闆後來與沃森不和，並要求沃森離開NCR。
托馬斯·沃森改加入CTR（Computing Tabulating Recording，計算列表紀錄公司， 统计学家赫尔曼·何乐礼在1896年创立），這家公司銷售的機器可以分配資料卡並列印統計表，主要客戶是美國人口普查局。沃森借了許多錢發展公司，採用將機器出租的新銷售手法，沃森自己也借了很多錢買公司的股票。1924年沃森將CTR改名為IBM。

### 1930年至1979年

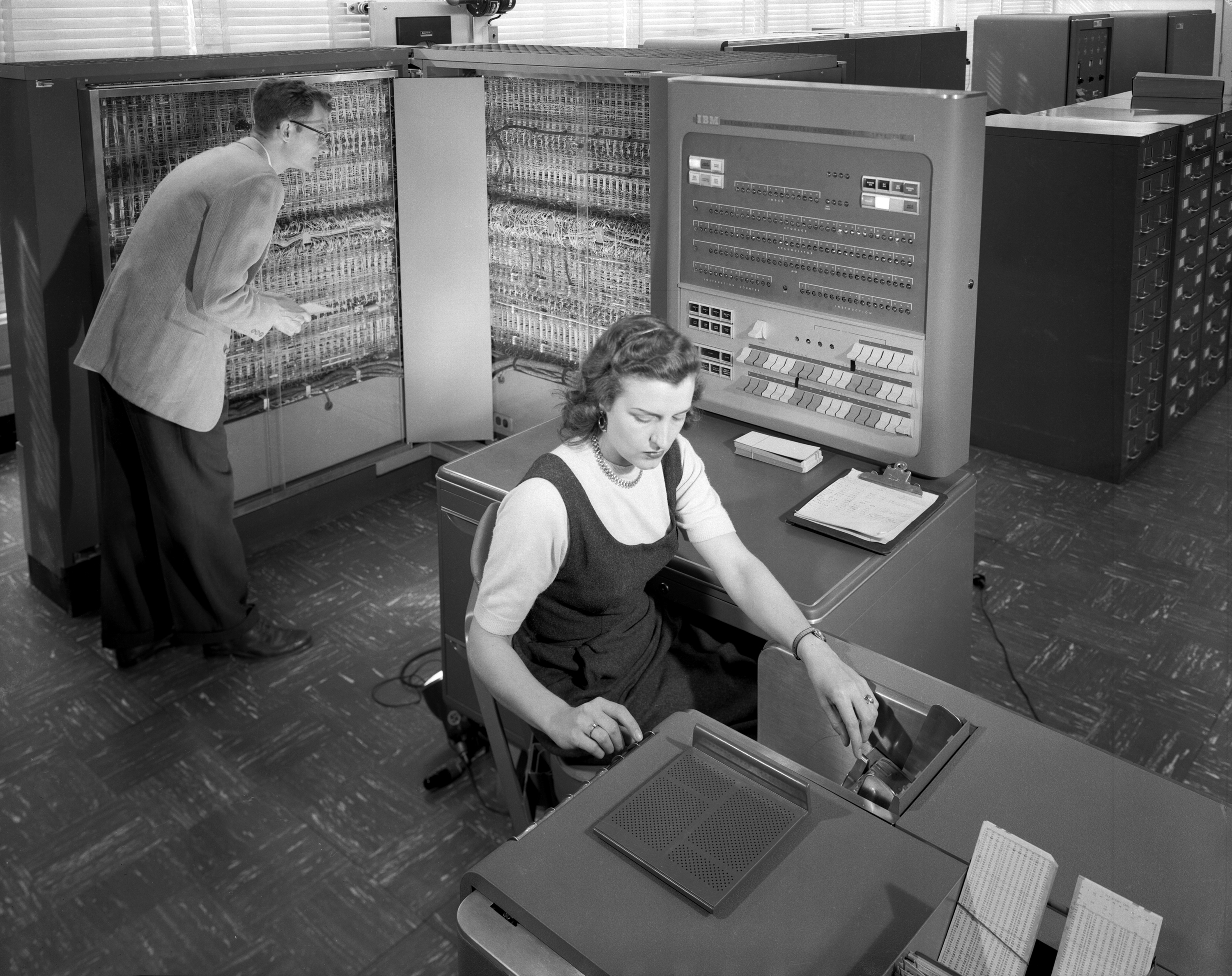
1957年，NACA的研究员在使用IBM 704型电子数据处理机

1937年，IBM的制表设备使其能够处理大量数据。其客户包括美国政府，据《社会保障法》而维护2600万人的就业记录，和希特勒的德意志第三帝国，其业务为对犹太人和其他受迫害的群体的跟踪，主要通过德国子公司Dehomag进行。从1935年到1939年，与社会保障相关的业务的收入增长了81％。
1940年代末期沃森長子建議公司將機械式計算機改為美國陸軍使用的真空管與電子式計算機。1956年沃森將公司交棒給自己的長子小托馬斯·沃森，而IBM亦在1957年進軍大中華市場，並成立香港分公司。1960年代初期小沃森用公司年營收三倍的巨資，花費五十億美元開發360系列大型電腦，採用最新的積體電路技術，奠定IBM在大型電腦稱霸的定位。小托馬斯·沃森曾對一位讓公司損失一千萬美元的員工說，他不會開除這員工因為他是幫員工付學費。1967年在台灣設立「台灣國際商業機器股份有限公司」。
1970年小托马斯·沃森將公司董事長職位交棒給T. Vincent Learson，Learson兩年後交棒給Frank T. Cary，Cary設立密集的員工訓練並以許多考核關卡謹慎挑選經理人。1980年Cary交棒給John R. Opel，Opel與比爾·蓋茲的母親皆為美國聯合勸募組織（United Way）的成員，當IBM經理擔憂將個人電腦作業系統交給比爾·蓋茲的小公司承包是否妥當時，Opel表示他認識蓋茲的母親，他支持比爾·蓋茲的產品。1986年Opel交棒給艾克斯，艾克斯任內IBM面臨營運危機。1993年艾克斯交棒給小路易斯·格斯特納。除了1993年挖角來擔任董事長兼執行長的Louis V. Gerstner，IBM歷任董事長皆從業務員做起。IBM在1980年代的十年裏使用了一千億美元的研發經費，開發出許多電腦技術。

### 1980年至今

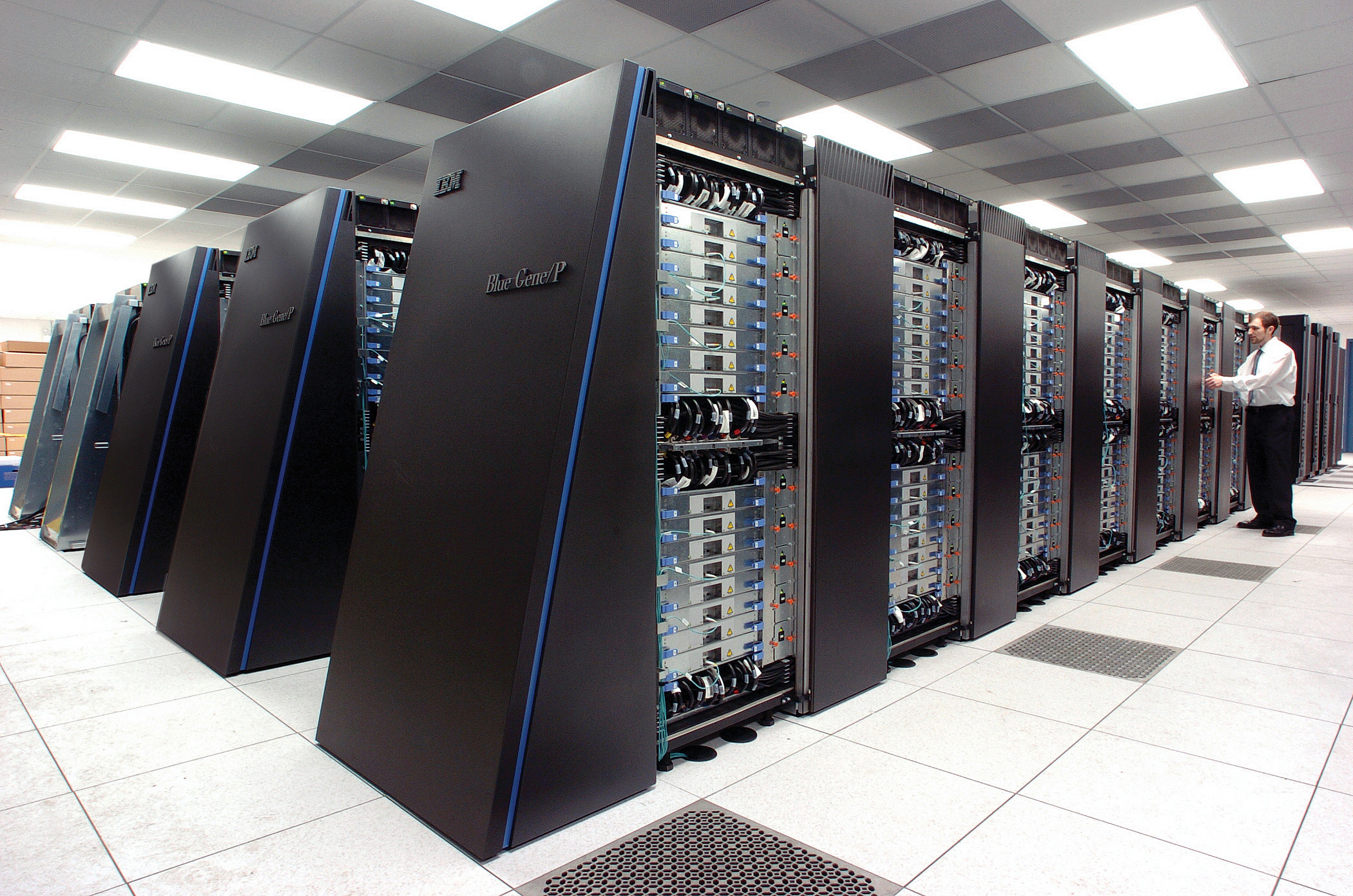
IBM的蓝色基因（Blue Gene）超级计算机获得了由美国总统奥巴马于2009年9月18日颁发的“国家技术与创新奖章”

1980年代，本業為商業計算機的IBM開始製作小型電腦給日益增長的低端計算市場，但是卻面臨大型電腦的結構與個人電腦水土不服的情況，為了解決這個問題，IBM組織了12人用了约一年的时间研制出了IBM PC。为了达到这个目的，小组使用现成的、不同原始设备制造商的元件，其次他们决定使用开放结构，这样其它生产商可以生产和出售兼容的元件和软件給IBM。IBM还出售其《IBM PC技术参考资料》，這包含了源代码。很快的這個IBM PC因為開放，其架構變成了業界標準，就是後來80年代熟悉的IBM PC相容機。
可是，其它生产商很快就逆向分析了BIOS的程序，发展了其自己的、不侵犯版权的拷贝。1982年6月哥伦比亚数据产品公司推出了第一台IBM PC兼容机。1982年11月康柏电脑宣布发展出第一台IBM PC兼容的便携式电脑Compaq Portable（1983年3月出产），IBM普及了個人電腦，卻让自己的IBM PC產品在這場普及化電腦的商業競爭中落敗。

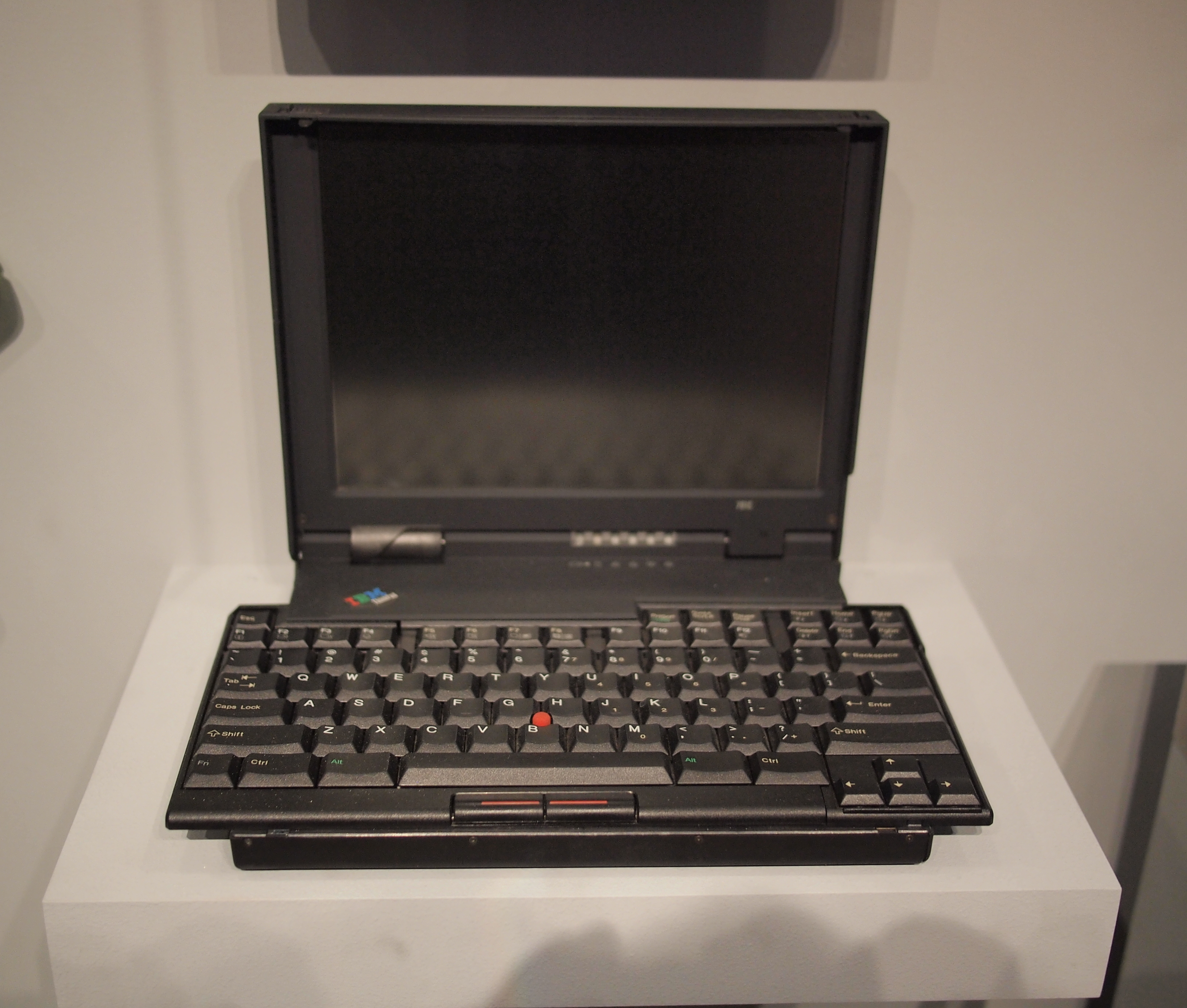
IBM Thinkpad 701c，著名的“蝴蝶机”

IBM在90年代初一度面臨個人電腦與工作站功能增強，大型计算机（System/360、z系列）銷售減少，陷入虧損困境，1993年放棄終身雇用制開始大裁員。但1993年從RJR Nabisco食品公司挖角郭士納（Louis V. Gerstner, Jr.）擔任董事長兼執行長後，組織與企業經營方向進行了巨大改革，以提供客戶全套軟硬體設計全套解決方案為主要銷售策略，重新振興IBM，讓IBM營收獲利皆創新高。
1994年8月16日，首次研發出世界第一台全觸控螢幕的行動電話，比2007年蘋果公司發表的第一支iPhone和NOKIA於1999年發表的全彩觸控螢幕行動電話還要早，堪稱智慧型手機中最早的始祖，但後來仍未引起全面性流行。
2003年，薩繆爾·帕拉米薩諾（又译为“潘盛诺”，1973年加入IBM擔任業務員，2003年1月擔任董事長，約翰霍普金斯大學歷史學士）成为IBM董事長兼首席执行官兼總裁，在他2008年任內IBM年度營收首度突破一千億美元。
IBM为计算机产业长期的领导者，在大型／小型机和便携机（ThinkPad）方面的成就最为瞩目。其创立的个人计算机标准，至今被不断地沿用和发展。2002年12月以20.5亿美元的价格将台式机硬盘业务出售给日立。2004年12月8日其PC部门出售给联想公司，金额17.5亿美元并持有联想公司股份。收購後，联想在五年内可以使用IBM的品牌。ThinkPad和ThinkCentre品牌归联想集团所有，IBM只會對server級的電腦進行維護。借由联想收购PC部门的契机，IBM結束了電腦業界早期的傳奇歷史，开始向管理服务公司转型。
2007年11月20日，IBM 公司宣布以50億美元現金收購Cognos，成為 IBM 創建以來金額最高的收購交易。IBM 於2008年第一季度完成收購。
2011年10月26日，IBM宣布任命弗吉尼亚·罗曼提（Virginia Rometty）为总裁兼CEO，这是IBM历史上首位女性总裁兼CEO。
2011年11月14日，巴菲特斥資107億美元。入股IBM6400萬股，收購成本約每股167.19美元，占其流通股股本的5.4%成為最大股東。
2013年6月4日，IBM宣布收购美国云计算公司SoftLayer Technologies，以强化公司在云计算市场的地位。
2013年9月11日，IBM以5.05億美元（約39.3億港元）出售環球客戶服務業務外判部門予Synnex Corp，IBM將收現金加對方股份。同年9月17日，IBM宣布投资10亿美元支持客户使用Linux操作系统。
2014年1月，IBM同意将x86服务器业务以23亿美元的价格出售给联想集团。

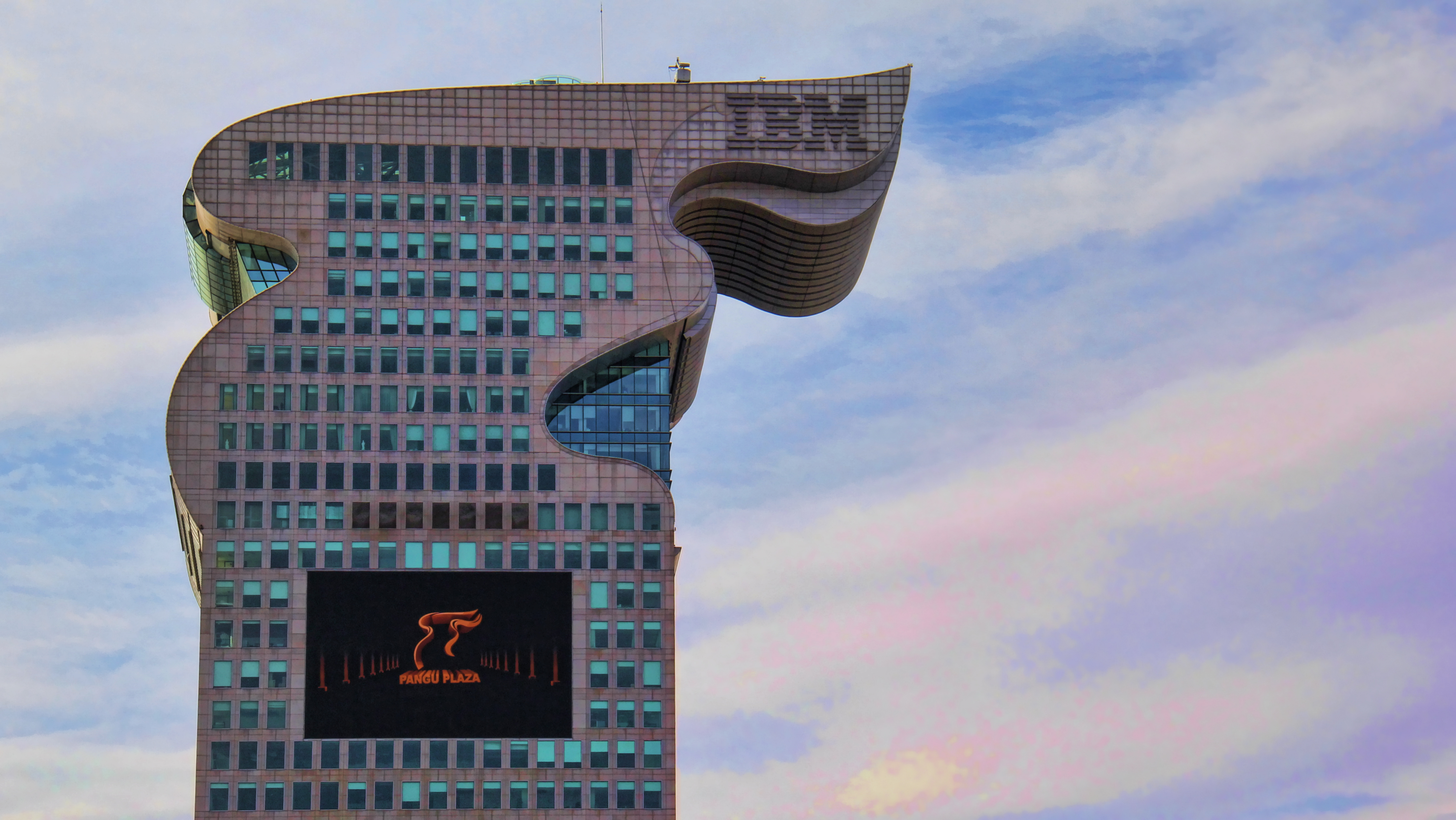
北京辦公室

2014年8月11日，IBM公司宣布，已经收购云安全服务提供商Lighthouse（Lighthouse Security Group, LLC）。IBM未公布收购细节。
2015年8月6日，IBM宣布将以10亿美元收购医学成像及临床系统供应商Merge Healthcare，并将其与旗下“沃森健康”(Watson Health)部门合并，并整合来自Merge Healthcare医疗成像管理平台的数据和图像与旗下沃森计算平台的图像分析业务。
2015年10月28日，IBM宣布收购了The Weather Company的B2B数据业务，这笔交易将巩固其在物联网方面的布局。
2016年1月21日，IBM宣布收购了网络视频直播服务商Ustream，将组建“云视频服务业务”。有报道指这次并购的金额为1.3亿美元，但这一金额并未获得IBM的证实。
2016年2月19日，IBM斥資26億美元收購健康分析公司Truven。私募基金Veritas於2012年以13億美元收購Truven。
2016年2月24日，IBM 向美国证券交易委员会（SEC）提交的报告显示，该公司去年收购私有云计算公司Cleversafe的金额超过13亿美元。
2018年10月28日，IBM以每股190美元現金收購全球最大混合雲服務供應商紅帽公司，較後者上周五(26日)收市價116.68美元高出63%，連債估值340億美元。收購交易料於2019年下半年完成，交易完成後，紅帽公司將併入IBM的混合雲部門，紅帽CEO吉姆·懷特赫斯特（Jim Whitehurst）將加入IBM高管團隊，向IBM CEO羅睿蘭（Ginni Rometty）匯報。
2020年10月8日，国际商业机器(IBM)公司正在分拆成两家独立上市公司，业务重心从传统业务转型到高利润的云计算业务。IBM将把IT基础设施服务部门分拆成独立的上市子公司——Kyndryl，此次分拆将在2021年底前完成。该部门在115个国家为4,600个客户提供技术支持，待完成业务订单达600亿美元。
2021 年，IBM 宣布以 15 亿美元收购美国企业软件公司 Turbonomic。
2024年10月，IBM發佈了第三代大型語言模型Granite 3.0，旨在為企業提供開源AI解決方案，幫助加速AI技術的商業應用。

### 中國分公司
早在中华民国二十三年（1934年），IBM就为中国北平市的协和医院安装了第一台商业机械。1979年在中断联系近30年之后，IBM伴随着中国改革开放再次投資，在沈阳鼓风机厂安装了中华人民共和国成立后的第一台IBM中型计算机，開始了在華商務。80年代中后期，IBM先后在北京、上海设立了办事处，目前擴及到33个城市，產品進入中國市場金融、电信、冶金、石化、交通、商品流通等領域。2015年2月2日，IBM宣布任命陈黎明担任IBM大中華區董事長。
- 2024年8月26日，IBM副總裁宣佈將結束中國的研發工作，關閉當地研發部門，估計將波及逾1,000名員工。[21]。

## 參看
- IBM X系列伺服器
- 深藍 (電腦)
- 藍色基因
- 沃森